# Igelsjöskogen
Igelsjöskogen är ett naturreservat i Gnesta kommun, Södermanlands län. Reservatet bildades år 2002 och omfattar en areal om   21,8 hektar. Naturvårdsförvaltaren är Länsstyrelsen i Södermanlands län medan marken är privatägd.

## Beskrivning
Namnet härrör från den lilla Igelsjön som ligger mitt i området. En markerad stig leder från entrén ner till sjön. Reservatet präglas av gammal, grov granskog med inslag av stora mossbeklädda flyttblock och dalsänkor med sumpskogskaraktär. En stor del av skogsmarken har varit relativt opåverkad av skogsbruk och endast enstaka spår efter äldre huggningar förekommer. I reservatet märks många stora vindfällen. Huvuddelen av reservatet är av skogsvårdsstyrelsen klassat som nyckelbiotop. I norr avgränsas området av Hammarbäckens bäckravin som bilder kraftiga meander. Bäckens vattenkraft nyttjades på 1600-talets början att driva blästeranläggningen för Öllösa masugn, en hammarsmedja och Öllösa vattenkvarn. Naturreservatet ingår i sin helhet i det europeiska nätverket Natura 2000 av värdefulla naturområden.

## Syfte
Syftet med reservatet är enligt förvaltaren att:
- bevara och utveckla en värdefull barrnaturskog,
- bevara den biologiska mångfald som är knuten till områdets naturtyper,
- säkra gynnsam bevarandestatus för ett Natura 2000-område som huvudsakligen består av naturtypen ”västlig taiga”.

## Bildgalleri

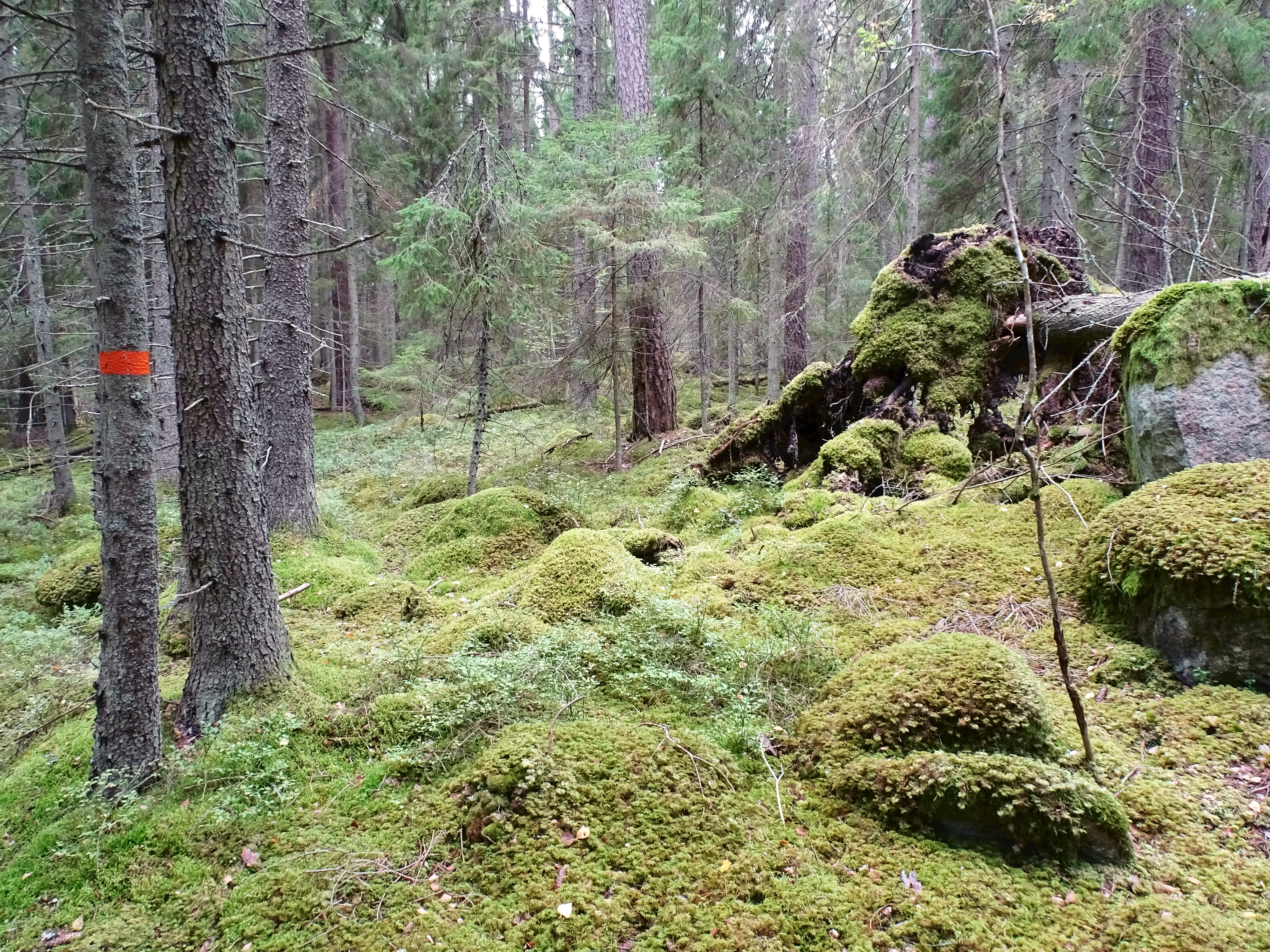
Mossbeklädda flyttblock
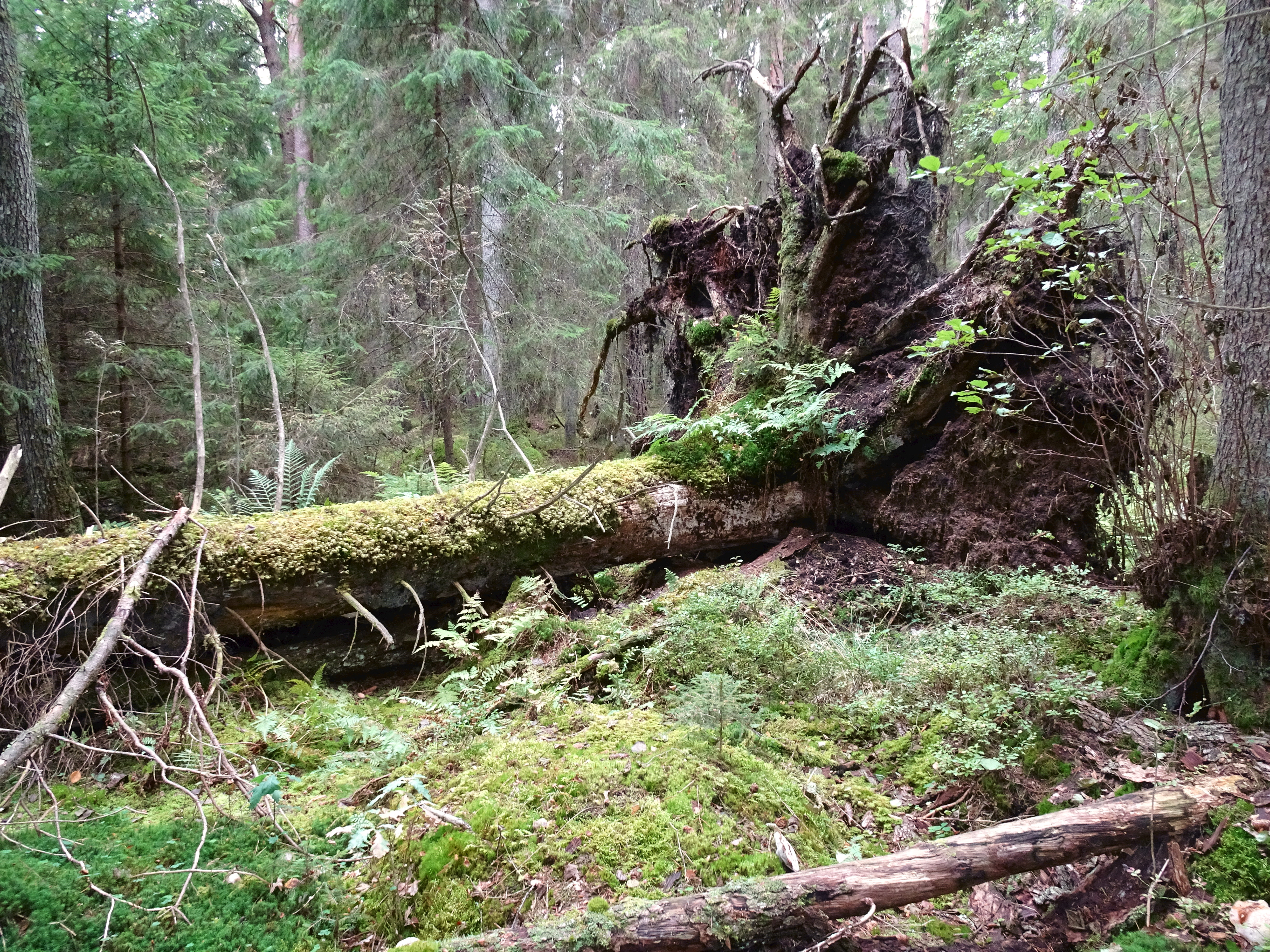
Ett av många vindfällen
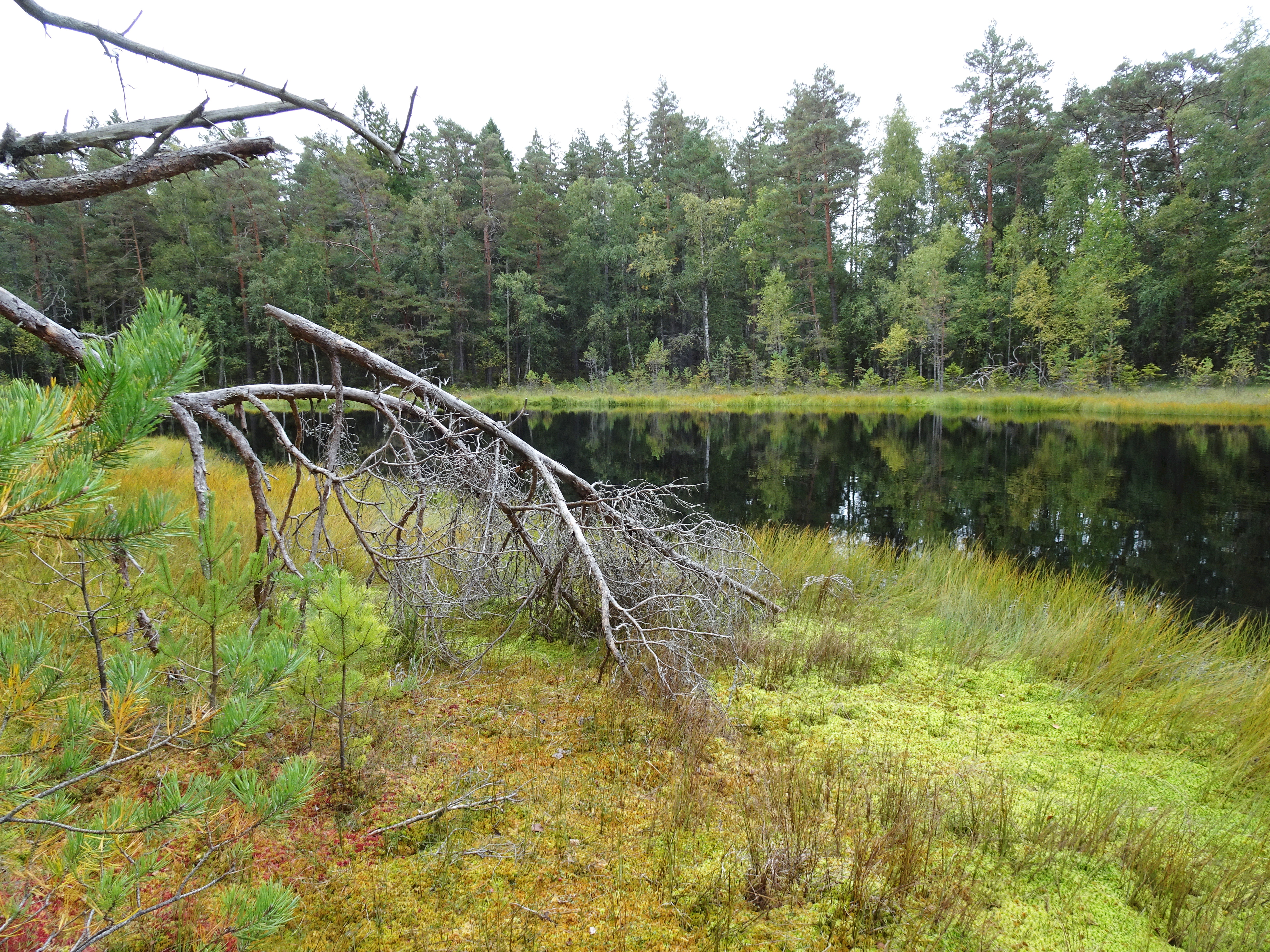
Igelsjön
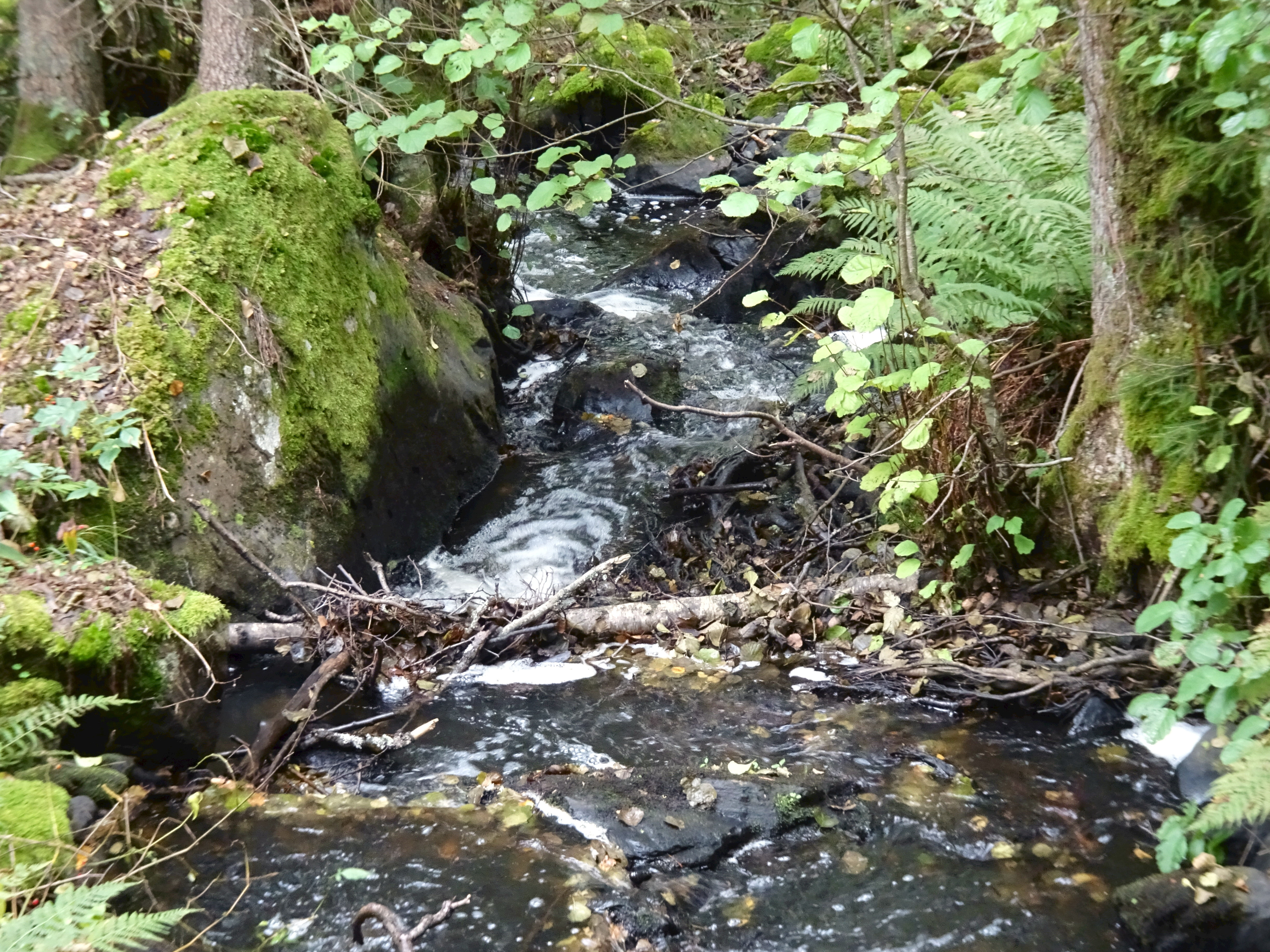
Hammarbäcken